# Philipp Waibler
Philipp Waibler (* 12. Februar 1824 in Worms; † 24. Dezember 1902 in Darmstadt) war ein deutscher Hochschullehrer für Maschinenbau.

## Leben
Philipp Waibler wurde 1824 als Sohn des Kreisbaumeisters Anton Waibler und dessen Ehefrau Agnes Buchholz in Worms geboren. Nach dem Studium kam er 1848 als Lehrer für Maschinenkunde an die Höhere Gewerbeschule, einer Vorgängereinrichtung der TH Darmstadt. Am 15. Juli 1869 wurde er zum ordentlichen Lehrer für Maschinenkunde der Großherzoglichen Hessischen Polytechnischen Schule ernannt. Von 1869 bis 1872 war er Dekan der Maschinenbauschule, die 1877 in der TH Darmstadt aufging. 
Im April 1872 wurde er zum ersten ordentlichen Professor für allgemeine Maschinenlehre und mechanische Technologie des Polytechnikum in Darmstadt ernannt. Er gehörte damit zu den Gründervätern des Maschinenbaus an der späteren TH Darmstadt. Seine Emeritierung erfolgte im Mai 1883.
Waibler war von 1872 bis 1878 nebenamtlich Vorstand der Bibliothek der TH Darmstadt.
Philipp Waibler starb am Heiligabend 1902 in Darmstadt. Er war mit Emilie Jung verheiratet.